# Герб Парижа
Герб Парижа — герб столицы Франции, официально утверждённый в 1358 году королём Карлом V.

## Описание
На гербе на красном фоне изображён кораблик серебряного цвета, который символизирует лежащий в самом центре города остров Сите на реке Сене, имеющий форму корабля, а также торговлю и торговые компании (что указывает на главную составляющую городского хозяйства). Лазуревое поле с золотыми лилиями в верхней части герба — старая эмблема французской королевской династии Капетингов, под покровительством которой находился Париж.

«В червлёном поле Гальское судно, оснащённое и одетое в серебро, плывующее на серебряных волнах, движимое остроконечным парусом. Глава лазуревая, усеянная золотыми геральдическими лилиями».

С 1853 года на гербе Парижа размещён его девиз — «Fluctuat nec mergitur», однако это латинское выражение возникло намного раньше. В переводе оно означает «Его качает, но он не тонет» или «Он качается, но воды не губят его».

## История
Символом города выступает корабль, так как через Париж проходили два древних торговых пути — сухопутный, с севера на юг, и водный, по Сене, с востока на запад, к Атлантике. В старину переправой через Сену заправляло товарищество корабельщиков, чьи доходы были важной статьёй благосостояния города. Первое изображение герба Парижа относятся к 1210 году (изображение, датированное 1412 годом, уже близко к современному варианту герба). Основные черты герба утверждались королевским указом Филиппа II Августа 1190 года: на багряном поле герба — серебряный кораблик в центре. К концу средневековья печать столицы Франции проставлялась на багряном воске.
Официально герб города Парижа был утверждён в 1358 году королём Карлом V. Герб города 1412 года представлял собой изображение кораблика с крутыми высокими носом и кормой и парусом в виде перевёрнутого треугольника. Большая часть золотых монет, чеканившихся паризиями, имели на оборотной стороне такое же по сути изображение.
После Великой французской революции указом от 20 июня 1790 года были отменены как дворянские титулы, так и эмблемы и гербы. Муниципалитет Парижа выполнил это указание, и город остался без своего герба до периода первой Французской империи, при которой французским городам было вновь позволено иметь собственные гербы. В Париже герб восстановлен распоряжением Наполеона I от 29 января 1811 года. В 1817 году Людовик XVIII утвердил герб города в его прежнем виде.